# Harmoniker
Die Harmoniker waren in der altgriechischen Philosophie eine Gruppe von Denkern, die im Gegensatz zu den Kanonikern eine akustisch-physikalische Grundlegung der Musiktheorie ablehnten, vor allem eine Theorie, die auf Saitenmessungen am Kanon (Monochord) aufbaut. Sie stützten ihre Musiktheorie dagegen ausschließlich auf die Hörerfahrung. Zu den Harmonikern zählen Aristoxenos und die späteren Aristoxeneer. Bei letzteren findet sich oft auch eine Ablehnung der mathematischen Begründung der Musiktheorie, nicht aber bei Aristoxenos selbst, der gerade eine strenge mathematische Begründung auf der Wahrnehmung mit dem Gehör forderte.